# Malesherbia lirana
Malesherbia lirana är en passionsblomsväxtart som beskrevs av C. Gay. Malesherbia lirana ingår i släktet Malesherbia och familjen passionsblomsväxter.

## Underarter
Arten delas in i följande underarter:
- M. l. bracteata
- M. l. subglabrifolia